# Vandenboschia gigantea
Vandenboschia gigantea är en hinnbräkenväxtart som först beskrevs av Jean Baptiste Bory de Saint-Vincent och Carl Ludwig Willdenow, och fick sitt nu gällande namn av Pichi-serm. Vandenboschia gigantea ingår i släktet Vandenboschia och familjen Hymenophyllaceae. Inga underarter finns listade.